# سد وسيطاء الحفن
سد وسيطاء الحفن هو سد جاذبية، يقع بالقرب من قرية وسيطاء الحفن في منطقة حائل بالمملكة العربية السعودية.